# 21st Century Community Learning Centers
Die 21st Century Community Learning Centers sind ein Programm kompensatorischer Erziehung der amerikanischen Regierung. Sie bieten den Schülern von Grund- und Mittelschulen verschiedene Möglichkeiten der Freizeitbeschäftigung nach der Schule. Dazu gehören etwa Sport, Theater, aber auch Hausaufgabenbetreuung. Sie werden dort von Pädagogen und Sozialarbeitern betreut. Oft gibt es ein gemeinsames Essen. Die Center sind an 4–5 Tagen pro Woche für jeweils drei Stunden nach der Schule geöffnet.
Ziele des Programmes sind Kindern aus sozial schwachen Familien einen sicheren Platz nach der Schule zu bieten und die schulischen Leistungen dieser Kinder zu verbessern.

## Evaluation
James-Burdumy und Mitarbeiter untersuchten im Auftrag der amerikanischen Regierung die Effekte der 21st Century Community Learning Centers. Sie fanden eher negative als positive Effekte. Sie untersuchten 2.308 Schüler. Die Schüler wurden nach dem Zufallsprinzip in eine Interventionsgruppe (die an dem Programm teilnahm) und eine Kontrollgruppe (die nicht an dem Programm teilnahm) aufgeteilt.
Es zeigte sich, dass Kinder aus der Interventionsgruppe häufiger wegen Disziplinproblemen vom Unterricht ausgeschlossen werden mussten und ihre Eltern häufiger wegen Verhaltensproblemen der Schüler angesprochen werden mussten. Es gab keine Auswirkungen auf die Leistungen der Schüler in den Fächern Mathematik, den Naturwissenschaften oder den Sozialwissenschaften. Für die Gruppe der Grundschüler, die anfangs jedoch sehr schlechte Leistungen zeigten, konnte eine kleine Verbesserung in den Kompetenzen im Fach Englisch gezeigt werden (2 Punkte auf einer 100-Punkt-Skala), der Rest verbesserte sich auch in diesem Fach nicht.

## Bewertung der Studie von James-Burdumy et al.
Die Studie von James-Burdumy et al. hat die Vorteile, über eine große Stichprobe mit 2.308 Schülern von 26 Schulen und eine geringe Abbruchrate zu verfügen, je nach Schule waren zwischen 76 und 88 % der Schüler noch in der Folgeuntersuchung nach zwei Jahren. Vor der Intervention unterschieden sich Experimentalgruppe und Kontrollgruppe nicht in Bezug auf die interessierenden Variablen und Schülerleistungen wurden mit Hilfe standardisierter Tests ermittelt.
Zu den Nachteilen zählen die Unmöglichkeit einer Blindstudie und dass die dem Programm zugelosten Kinder nicht freiwillig daran teilnahmen.